# Cyklohexen
Cyklohexen je cykloalken se vzorcem C6H10. Je meziproduktem při řadě různých průmyslových procesů. Při dlouhodobém vystavení světlu a vzduchu vytváří peroxidy.

## Výroba a příprava
Cyklohexen se vyrábí částečnou hydrogenací benzenu.

### Laboratorní příprava
Cyklohexen lze připravit kysele katalyzovanou dehydratací cyklohexanolu a následným oddestilováním z reakční směsi:
Další možností je Dielsova–Alderova reakce buta-1,3-dienu s ethenem.

## Reakce
Cyklohexen lze přeměnit na cyklohexanol, z něhož dehydrogenací vzniká cyklohexanon, jenž slouží k výrobě kaprolaktamu. Rovněž reaguje s peroxidem vodíku za přítomnosti wolframového katalyzátoru za vzniku kyseliny adipové.

## Použití
Cyklohexen se používá na výrobu kyseliny adipové a kyseliny maleinové, dicyklohexyladipátu a cyklohexenoxidu. Také nachází využití jako rozpouštědlo.

## Struktura
Cyklohexen je nejstabilnější v položidličkové konformaci, čímž se liší od cyklohexanu, u něhož má nejnižší energii, a je tedy nejstabilnější, židličková konformace. Ta umožňuje každé vazbě v cyklu zaujmout nezákrytovou konformaci, zatímco molekula cyklohexenu je rovinná, což odpovídá zákrytovým konformacím na jednotlivých vazbách.